# Baloncesto Superior Nacional
O Baloncesto Superior Nacional é a liga de elite de basquetebol profissional de Porto Rico. Foi fundada em 1929 e é organizada pela Federação Porto-Riquenha de Basquetebol.
A liga é disputada sob as regras da FIBA, atualmente consiste de 8 equipes , dentre os quais os de maior sucesso são Leones de Ponce, Atléticos de San Germán e Vaqueros de Bayamón com 14 títulos. A liga historicamente tem revelado atletas distintos que jogam em ligas estrangeiras: NBA, ACB, EuroLiga entre outras ligas importantes pelo mundo. Entre eles, estão os jogadores com passagem pela NBA Butch Lee, José Ortiz, Ramón Rivas, Daniel Santiago, Carlos Arroyo e José Juan Barea que começaram suas carreiras em times da BSN.

## História
A liga foi inaugurada em 1930, e é notável pelo número de treinadores com carreira internacionalmente reconehecida e alguns membros do Basketball Hall of Fame como Tex Winter e Red Holzman, que treinaram o Leones de Ponce durante os anos 1960, Phil Jackson que treinou o Piratas de Quebradillas e Gallitos de Isabela no final dos anos 80. Outros treinadores notáveis que trabalharam em equipes da BSN incluem Gene Bartow, Lou Rossini, Del Harris, P.J. Carlesimo, Bernie Bickerstaff e Herb Brown.
Durante os anos 80 notáveis jogadores seguiram os passos de Juan "Pachin" Vicens (nomeado o melhor jogador no Campeonato Mundial disputado em Santiago, Chile, 1959) e Butch Lee, o primeiro porto-riquenho e jogador da BSN a ingressar na NBA. Entre estes estão Mario 'Quijote' Morales, Raymond Dalmau, Jose 'Piculin' Ortiz, Ramón Rivas, Jerome Mincy, Georgie Torres, Angelo Cruz, Angel Santiago, mais tarde Federico 'Fico' Lopez e Rubén Rodríguez.
Em 8 de outubro de 2015 foi escolhido Fernando Quiñones para suceder Carlos J. Beltrán como Presidente da BSN.

## Formato de Competição

### Temporada Regular
O torneio do BSN é disputado sob as regras de basquetebol da FIBA. A equipes se enfrentam três vezes entre eles. Para a temporada 2015 foi expandido para 44 jogos. Dos 12 participantes, os oito melhores classificam-se para a próxima fase.

## Lista de Equipes
| Equipe                  | Localização  | Arena                            | Capacidade |
| ----------------------- | ------------ | -------------------------------- | ---------- |
| Leones de Ponce         | Ponce        | Juan Pachín Vicéns Auditorium    | 8 000      |
| Atléticos de San Germán | San Germán   | Arquelio Torres Ramírez Coliseum | 5 000      |
| Vaqueros de Bayamón     | Bayamón      | Ruben Rodriguez Coliseum         | 9 000      |
| Santeros de Aguada      | Aguada       | Ismael Delgado Coliseum          | 7 500      |
| Cariduros de Fajardo    | Fajardo      | Roberto Clemente Coliseum        | 8 000      |
| Piratas de Quebradillas | Quebradillas | Raymond Dalmau Coliseum          | 5 500      |
| Capitanes de Arecibo    | Arecibo      | Manuel Iguina Coliseum           | 12 000     |
| Caciques de Humacao     | Humacao      | Humacao Arena                    |            |

## Clubes Extintos
Aibonito Polluelos de Aibonito (1977-2001) Jogava seus jogos na Cancha Marron Aponte
 Aguada Conquistadores de Aguada
 Aguadilla Tiburones de Aguadilla
 Cabo Rojo Taínos de Cabo Rojo (1989-1993) disputava seus jogos no Rebekah Colberg Cabrera Coliseum
 Caguas Criollos de Caguas (1976-2009) disputava seus jogos no Héctor Solá Besares Coliseum
 Canóvanas Indios de Canóvanas disputava seus jogos no Coliseo Carlos Miguel Mangual
 Carolina Gigantes de Carolina (1971-2009) disputava seus jogos no Guillermo Angulo Coliseum
 Cayey Toritos de Cayey (2002-2004) disputava seus jogos no Cayey Municipal Coliseum
 Fajardo Cariduros de Fajardo (1973-2008) disputava seus jogos no Evaristo Aponte Sanabria Coliseum e mais tarde no Tomas Dones Coliseum
 Isabela Gallitos de Isabela (1969-2011) disputava seus jogos no José "Buga" Abreu Coliseum
 Morovis Titanes de Morovis (1977-2006) disputava seus jogos no José Pepe Huyke Coliseum
 Villalba Avancinos de Villalba (1996-1998) disputava seus jogos no José Ibem Marrero Coliseum

## Lista dos Campeões da BSN
| Clubes                    | Finais | Campeão | Vice-Campeão | Vencedor                                                                               | Finalista                                                              |
| ------------------------- | ------ | ------- | ------------ | -------------------------------------------------------------------------------------- | ---------------------------------------------------------------------- |
| Atléticos de San Germán   | 25     | 14      | 11           | 1932, 1938, 1939, 1941, 1942, 1942-1943,1947, 1948, 1949, 1950, 1985, 1991, 1994, 1997 | 1931, 1933, 1936*, 1938*, 1940, 1954, 1955, 1956, 1957, 1965, 1986     |
| Leones de Ponce           | 24     | 14      | 10           | 1952, 1954, 1960, 1961, 1964, 1965, 1966, 1990, 1992, 1993, 2002, 2004, 2014, 2015     | 1949, 1958, 1963, 1967, 1989, 1995, 1996, 1998, 2003, 2013             |
| Vaqueros de Bayamón       | 22     | 14      | 8            | 1933, 1935, 1967, 1969, 1971, 1972, 1973, 1974, 1975, 1981, 1988, 1995, 1996, 2009     | 1930, 1934, 1970, 2001, 2002, 2005, 2010, 2016                         |
| Cangrejeros de Santurce   | 14     | 8       | 6            | 1962, 1968, 1998, 1999, 2000, 2001, 2003, 2007                                         | 1942, 1942-1943, 1951, 1952, 1964, 2006                                |
| Capitanes de Arecibo      | 16     | 6       | 10           | 1959, 2005, 2008, 2010, 2011, 2016                                                     | 1932, 1946, 1948, 1961, 1966, 1992, 2007, 2012, 2014, 2015             |
| Cardenales de Río Piedras | 15     | 6       | 9            | 1946, 1955, 1956, 1957,1963, 1976                                                      | 1941, 1947, 1959, 1960, 1962, 1968, 1969, 1971, 1977                   |
| Piratas de Quebradillas   | 17     | 6       | 11           | 1970, 1977, 1978, 1979, 2013                                                           | 1937, 1972, 1973, 1975, 1976, 1980, 1982, 1999, 2000, 2009, 2011, 2017 |
| Capitalinos de San Juan   | 9      | 5       | 4            | 1930, 1931, 1940, 1945, 1958                                                           | 1943, 1944, 1950, 1974                                                 |
| Mets de Guaynabo          | 9      | 3       | 6            | 1980, 1982, 1989                                                                       | 1978, 1981, 1983, 1985, 1990, 1993                                     |
| Vega Baja                 | 4      | 2       | 2            | 1934, 1937                                                                             | 1935, 1939                                                             |
| Indios de Canóvanas       | 3      | 2       | 1            | 1983, 1984                                                                             | 1988                                                                   |
| University of Puerto Rico | 3      | 2       | 1            | 1944, 1951                                                                             | 1945                                                                   |
| Polluelos de Aibonito     | 2      | 1       | 1            | 1986                                                                                   | 1987                                                                   |
| Club Náutico San Juan     | 1      | 1       | 0            | 1936                                                                                   | -                                                                      |
| Criollos de Caguas        | 1      | 1       | 0            | 2006                                                                                   | —                                                                      |
| Indios de Mayagüez        | 1      | 1       | 0            | 2012                                                                                   | -                                                                      |
| Titanes de Morovis        | 1      | 1       | 0            | 1987                                                                                   | —                                                                      |
| Gigantes de Carolina      | 3      | 0       | 3            | —                                                                                      | 1979, 1997, 2008                                                       |
| Brujos de Guayama         | 2      | 0       | 2            | —                                                                                      | 1991, 1994                                                             |
| Gallitos de Isabela       | 1      | 0       | 1            | —                                                                                      | 1984                                                                   |
| Maratonistas de Coamo     | 1      | 0       | 1            | —                                                                                      | 2004                                                                   |

- *Estes títulos são do Farmacia Martin, equipe que gerou o Atléticos de San Germán

## Líderes em estatísticas
| ^ | Jogador ativo na BSN |

### Pontos
| Rank | Jogador           | Pos   | Anos                 | FGM   | 3PM   | FTM   | Points | GP  | PPG  |
| ---- | ----------------- | ----- | -------------------- | ----- | ----- | ----- | ------ | --- | ---- |
| 1    | George Torres     | SG/F  | 1975-2001            | 5,888 | 989   | 3,908 | 15,863 | 679 | 23.4 |
| 2    | Mario Morales     | G/F   | 1975-1998            | 6,291 | 617   | 2,094 | 15,293 | 675 | 22.7 |
| 3    | Mario Butler      | C     | 1980-2008            | 4,895 | 79    | 2,388 | 12,252 | 779 | 15.7 |
| 4    | Rolando Frazer    | C     | 1980-2001            | 5,068 | 41    | 1,919 | 12,096 | 603 | 20.1 |
| 5    | Raymond Dalmau    | F/C   | 1966-1985            | 4,738 | 53    | 2,041 | 11,592 | 537 | 21.6 |
| 6    | Rubén Rodríguez   | F/C   | 1969-1991            | 4,616 | 522   | 1,795 | 11,549 | 631 | 18.3 |
| 7    | Roberto Ríos      | SG/F  | 1978-2000            | 4,174 | 1,055 | 1,909 | 11,312 | 681 | 16.6 |
| 8    | Angel Santiago    | F     | 1973-1996            | 4,895 | 79    | 2,388 | 12,252 | 779 | 15.7 |
| 9    | José Quiñonez     | F     | 1976-1995            | 4,232 | 57    | 2,491 | 11,012 | 579 | 19.0 |
| 10   | Christian Dalmau^ | PG/SG | 1992-2003-,2008-Pres | 3,641 | 1,090 | 1,783 | 10,156 | 577 | 17.6 |

### Rebotes
| Rank | Jogador         | Pos | Anos      | Reb   | GP  | RPG  |
| ---- | --------------- | --- | --------- | ----- | --- | ---- |
| 1    | Mario Butler    | C   | 1980-2008 | 8,236 | 779 | 10.6 |
| 2    | Rubén Rodríguez | F/C | 1969-1991 | 6,178 | 631 | 9.8  |
| 3    | Rolando Frazer  | C   | 1980-2001 | 6,153 | 603 | 10.2 |
| 4    | Raymond Dalmau  | F/C | 1966-1985 | 5,673 | 537 | 10.6 |
| 5    | Mario Morales   | G/F | 1975-1998 | 5,665 | 675 | 8.4  |
| 6    | José Ortíz      | C   | 1980-2006 | 5,314 | 505 | 10.5 |
| 7    | Carlos Bermúdez | F   | 1970-1984 | 4,884 | 422 | 11.6 |
| 8    | Edgar León      | F/C | 1981-2001 | 4,837 | 493 | 9.8  |
| 9    | Teófilo Cruz    | C   | 1957-1982 | 4,672 | 584 | 8    |
| 10   | Angel Santiago  | F   | 1973-1996 | 4,447 | 617 | 7.2  |

### Assistências
| Rank | Jogador              | Posição     | Anos                    | Assis | GP  | APG |
| ---- | -------------------- | ----------- | ----------------------- | ----- | --- | --- |
| 1    | James Carter         | PG          | 1987-2006               | 3,025 | 543 | 5.6 |
| 2    | Pablo Alicea         | PG          | 1987-2006               | 2,762 | 503 | 5.5 |
| 3    | Christian Dalmau^    | PG/SG       | 1992–2003, 2008–present | 2,752 | 577 | 4.8 |
| 4    | Javier Antonio Colón | PG          | 1987-2008               | 2,748 | 555 | 5.0 |
| 5    | Federico López       | PG          | 1981-1997               | 2,440 | 446 | 5.5 |
| 6    | Roberto Ríos         | SG/F        | 1978-2000               | 2,315 | 681 | 3.4 |
| 7    | Raymond Dalmau       | F/C         | 1966-1985               | 2,302 | 537 | 5.1 |
| 8    | Wilfredo Pagan^      | Point guard | 1992–Present            | 2,291 | 619 | 3.7 |
| 9    | Bobby Joe Hatton     | PG          | 1994-2012               | 2,235 | 489 | 4.6 |
| 10   | George Torres        | SG/F        | 1975-2001               | 2,203 | 679 | 3.2 |

Última atualização 9 de Julho de 2015